# Paranectria
Paranectria is een geslacht van schimmels behorend tot de familie Bionectriaceae van de ascomyceten. Het lectotype is Paranectria affinis.

## Genera
Volgens Index Fungorum telt het geslacht acht soorten (peildatum februari 2023):
| Soortnaam                                        | Auteur(s)                  | Publicatiejaar |
| ------------------------------------------------ | -------------------------- | -------------- |
| Paranectria affinis                              | Sacc.                      | 1878           |
| Paranectria alstrupii                            | Zhurb.                     | 2009           |
| Paranectria carissiana                           | Sousa da Câmara & Luz      | 1938           |
| Paranectria hemileiae                            | Hansf.                     | 1941           |
| Paranectria oropensis (Verdwaald meniezwammetje) | (Ces.) D. Hawksw. & Piroz. | 1977           |
| Paranectria pritzeliana                          | Henn.                      | 1903           |
| Paranectria superba                              | D. Hawksw.                 | 1982           |
| Paranectria ugandae                              | Hansf.                     | 1941           |